# Боско ди Трето (Виченца)
Боско ди Трето је насеље у Италији у округу Виченца, региону Венето.
Према процени из 2011. у насељу је живело 12 становника. Насеље се налази на надморској висини од 778 м.